# Våga, vinn hästen min
Våga, vinn hästen min (engelska: The Steeple Chase) är en amerikansk animerad kortfilm med Musse Pigg från 1933.

## Handling
Musse Pigg är en jockey deltar med hästen Thunderbolt i steeplechase. Hästens ägare har satsat allt för att hästen ska vinna, men när loppet startar kommer inte hästen iväg.

## Om filmen
Filmen är den 60:e Musse Pigg-kortfilmen som producerades och den tionde som lanserades år 1933.

### Svenska utgivningar
Filmen hade svensk premiär den 2 april 1934 på biografen på Rita i Stockholm och ingick i ett kortfilmsprogram tillsammans med sex kortfilmer till; Putte hos John Blund, King Kongs överman, Hund och katt, Råttfångaren från Hameln och Noaks ark.
Filmen visades även den 17 mars 1935 som separat kortfilm på biograferna Garbio och Puck som också ligger i Stockholm.

## Rollista
- Walt Disney – Musse Pigg
- Marcellite Garner – Mimmi Pigg
- Pinto Colvig – översten, stallpojkar[6]